# Whalleyana toni
Whalleyana toni är en fjärilsart som beskrevs av Pierre E.L. Viette 1977. Whalleyana toni ingår i släktet Whalleyana och familjen Whalleyanidae. Inga underarter finns listade i Catalogue of Life.